# Monique Pavão
Monique Marinho Pavão (Rio de Janeiro, 30 ottobre 1986) è una pallavolista brasiliana.
Gioca nel ruolo di opposto nel Praia Clube.

## Carriera
La carriera di Monique Pavão, sorella gemella della pallavolista Michelle Pavão, inizia nel settore giovanile del Fluminense, dove inizia a giocare a pallavolo all'età di dodici anni, dopo aver praticato il nuoto sempre all'interno della medesima società polisportiva. All'età di diciotto anni debutta da professionista in Superliga, ingaggiata per la stagione 2004-05 dal Macaé, militandovi per tre annate
Nel campionato 2007-08 firma per il Rio de Janeiro, dove milita per tre stagioni, vincendo due scudetti, una Coppa del Brasile, una Salonpas Cup, tre edizioni del Campionato Carioca e una Coppa Rio de Janeiro. In seguito fa ritorno al Macaé per il campionato 2010-11.
Nella stagione 2011-12 inizia una militanza di tre annate nel Praia Clube, vincendo altrettante edizioni del Campionato Mineiro; riceve inoltre le prime convocazioni nella nazionale brasiliana, debuttandovi in occasione del Montreux Volley Masters 2013, chiuso con la vittoria del torneo e trionfando, nello stesso anno, anche al World Grand Prix, al campionato sudamericano e alla Grand Champions Cup, mentre un anno dopo bissa la vittoria al World Grand Prix.
Dopo aver giocato il campionato 2014-15 nel Sesi, nell'estate 2015 con la nazionale vince la medaglia di bronzo al World Grand Prix e quella d'oro al campionato sudamericano. Nel campionato seguente fa ritorno al Rio de Janeiro, vincendo due scudetti, due Coppe del Brasile, tre supercoppe nazionali, un titolo statale e due edizioni del campionato sudamericano per club; con la nazionale, nel 2017, conquista la medaglia d'oro al World Grand Prix e al campionato sudamericano e l'argento alla Grand Champions Cup.
Nella stagione 2019-20 si trasferisce al Praia Clube, sempre nel massimo campionato brasiliano, con cui si aggiudica il campionato sudamericano per club 2024, premiata anche come miglior opposto.

## Palmarès

### Club
- Campionato brasiliano: 4

2007-08, 2008-09, 2015-16, 2016-17
- Coppa del Brasile: 3

2007, 2016, 2017
- Supercoppa brasiliana: 3

2015, 2016, 2017
- Campionato Carioca: 4

2007, 2008, 2009, 2015
- Campionato Mineiro: 3

2011, 2012, 2013
- Salonpas Cup: 1

2007
- Campionato sudamericano per club: 3

2016, 2017, 2023
- Coppa Rio de Janeiro femminile: 1

2009

### Nazionale (competizioni minori)
- Montreux Volley Masters 2013

### Premi individuali
- 2014 - Superliga Série A: Miglior difesa
- 2017 - Campionato sudamericano per club: Miglior opposto
- 2024 - Campionato sudamericano per club: Miglior opposto